# Ingrid Rep
I.M.A. (Ingrid) Rep (Onstwedde, 29 april 1962) is een Nederlandse bestuurder. Sinds 1 maart 2022 directeur van KBO-PCOB. Van 13 oktober 2017 tot 12 juni 2021 was zij algemeen secretaris van de FNV.

## Biografie

### Opleiding
Rep studeerde tot 1985 sociaal-cultureel werk aan de Academie voor Sociale en Culturele Arbeid (ASCA) in Groningen. Tot 2000 studeerde zij bestuurskunde aan de Universiteit Utrecht. Tot 2014 studeerde zij bestuurlijk leiderschap aan de Rijksuniversiteit Groningen.

### Loopbaan
Rep begon haar loopbaan in 1985 als regiocoördinator van de Jongerenbeweging die verbonden was met de FNV. Van 1989 tot 1997 was zij opleider, vestigingsmanager conferentiecentrum en manager management ondersteuning bij FNV Formaat.
Rep verliet in 1997 de FNV om adjunct-directeur te worden van de Bibliotheek Arnhem. In 2000 keerde zij terug bij de FNV om regiomanager te worden bij FNV Bouw. Deze functie vervulde zij tot 2007 en verliet zij opnieuw de FNV. Daarna was zij van 2008 tot 2010 directeur/bestuurder van het Centrum Beeldende Kunst in Arnhem.
Rep was van 2011 tot 2015 algemeen secretaris en bestuurder werkorganisatie van FNV KIEM en van 2015 tot 2017 verenigingsmanager van FNV Zelfstandigen. In 2017 was zij sectorhoofd diensten bij de FNV. Daarnaast was zij van 2014 tot 2017 bestuurder bij Werkbedrijf Midden-Gelderland.
Rep was van 13 oktober 2017 tot 12 juni 2021 algemeen secretaris van de FNV. Daarnaast vertegenwoordigde zij de FNV als plaatsvervangend werknemerslid in de Sociaal-Economische Raad (SER). Zij is voorzitter van de raad van commissarissen van Basis & Beleid Organisatieadviseurs. Sinds 1 maart is zij directeur van seniorenorganisatie KBO-PCOB.

### Persoonlijk
Rep is alleenstaand en heeft twee kinderen.